# David B. Truman
David B. Truman (* 1. Juni 1913 in Evanston, Illinois; † 28. August 2003 in Sarasota, Florida) war ein US-amerikanischer Politikwissenschaftler, der 1964/65 als Präsident der American Political Science Association (APSA) amtierte. Zu diesem Zeitpunkt war er Professor an der Columbia University.
Nach dem Studium am Amherst College ging Truman an die University of Chicago, wo er 1936 das Master-Examen machte und 1939 zum Ph.D. promoviert wurde. Nach Regierungs- und Militärdienst im Zweiten Weltkrieg war er Dozent für Politikwissenschaft an mehreren Hochschulen. 1950 kam er an die Columbia University, wo er 1951 zum Full Professor ernannt wurde. 1957 war er Gastprofessor an der Yale University. Von 1969 bis 1978 fungierte er als Präsident des Mount Holyoke College in Massachusetts. Sein bekanntestes Buch ist "The governmental process".
1960 wurde Truman in die American Academy of Arts and Sciences gewählt.

## Schriften (Auswahl)
- (Hrsg.): The Congress and America's future. The American Assembly. 2. Aufl. Prentice-Hall, Englewood Cliffs, NJ 1973, ISBN 0-13-167585-0.

- (mit Daniel Bell): The reforming of general education. The Columbia College experience in its national setting. 2. Aufl. Columbia University Press, New York 1966.

- The Congressional party, a case study. Wiley, New York 1959.
- The governmental process. Political interests and public opinion. Knopf, New York 1951 (2. Aufl., Reprint:  Inst. of Governmental Studies Press, Univ. of California, Berkeley, Calif. 1993, ISBN 0-87772-345-1).
- Administrative decentralization. A study of the Chicago field offices of the U.S. Department of Agriculture. University of Chicago Press, Chicago 1940 (= Dissertation University of Chicago).